# Občanská gramotnost
Pojmy občanská gramotnost a politická gramotnost označují schopnost jedince porozumět politickému životu a být schopen se do něj správně zapojit. Zatímco politická gramotnost se definuje jako obecná orientace v politice a veřejných záležitostech, občanská gramotnost je soubor dovedností a poznatků nezbytných k plnému uplatnění člověka jako občana své země.

## Politická gramotnost
Zpráva Crick report definuje politickou gramotnost jako „znalosti o veřejném životě a jak v něm efektivně působit pomocí znalostí, dovedností a hodnot“.:s.150 Denver a Hands (1990) ji definovali jako „znalost a porozumění politickému procesu a politickým otázkám, které lidem umožňuje efektivně plnit jejich roli občanů“.:s.320–321 Politologové se však liší v názoru, zda by zájem o politiku a mediální expozice měly být považovány za faktory politické gramotnosti.:s.321

### Historie
Mezi 60. a 80. lety 20. století výzkumníci hlásili, že školní studenti mají nízký zájem o politické a ekonomické problémy.:s.151 V roce 1978 britská Hansard Society vydala zprávu obhajující výuku „politického vzdělávání a politické gramotnosti“, ale podpora tohoto návrhu v 80. letech poklesla.:s.152

### Teorie
Existují tři hlavní teorie o politické gramotnosti:
- Kognitivní mobilizace, která tvrdí, že vzdělání a politická angažovanost vedou jedince k využívání vlastních mentálních schopností v politickém kontextu.
- Strukturální role, která tvrdí, že způsob, jakým se člověk politicky chová, je určen jeho rolí ve společnosti.
- Socializační činitelé, která tvrdí, že rodiny a školy přímo předávají své vlastní politické hodnoty lidem.